# 弘前東照宮
弘前東照宮（ひろさきとうしょうぐう）は、青森県弘前市笹森町に鎮座する神社（東照宮）である。旧県社。法人名は東照宮。

## 祭神
徳川家康公と天照大神を祀る。前者は東照大権現とも号す徳川家康の神号である。

## 由緒
弘前藩第2代藩主の津軽信枚が天海を通じて幕府に日光東照宮から東照大権現の神霊を迎える事を願い出、元和3年（1617年）に弘前城天守の傍らに東照大権現を勧請した事に創まるが、この勧請は御三家を始めとする徳川家一門や他藩に先行する最初の東照宮の勧請であり、信枚の正室で祭神の養女であった満天姫が養父である祭神に孝養を尽くそうという願いに発したものという。その後寛永元年（1624年）に弘前城の北東に位置する現在地に遷座され、同5年（1628年）に社殿を造営、天台宗東照院（後の薬王院）を別当と定めると共に同院の子院6坊を社僧にし、また別に神職2家（桃井和泉守、山辺丹後守）を配して祭祀を司どらしめた。『津軽一統志』によれば薬王院に200石、社僧と神職には各15石が給され、その神事は存命中は満天姫がこれを差配したが、寛永15年（1638年）の姫歿後は別当たる薬王院が管掌する事となった。なお、天和3年（1683年）の時点で薬王院の子院は6坊から12坊に増加し、神職は禰宜3名であったが、この時期に別当・社僧と神職による体制がほぼ固まったようである。
創祀以来藩直轄の神社とされて、藩主も度々社参する等尊崇され、明和2年（1765年）4月には「東照宮百五十年忌」が斎行された他、文政元年（1818年）には拝殿が建立され、第9代藩主・寧親の時代には社殿の改築が行われている。
明治初年に廃祠とされそうになったが明治3年 （1870年）に住民の希望で神仏判然令により別当薬王院と分離しつつ復興され､ 同12年 （1879年）に郷社列格、翌々14年11月に県社に昇格した。なお、薬王院は明治5年に廃寺となったが、同10年に当宮の隣に再建された。戦後の昭和21年（1946年）に神社本庁に参加する宗教法人となった。

### 破産
平成になると境内で運営していた結婚式場への過大投資等が原因で経営難に陥り、平成19年（2007年）に宗教活動を停止、翌20年には文化財指定の本殿（下節参照）を除く境内や建物を競売にかけて凌いでいたものの、債務整理が進まなかった為に同24年（2012年）に青森地方裁判所弘前支部から破産手続開始の決定を受け、唯一所有していた本殿も競売等により売却される見通しであるという。因みに法人格を有する神社としては平成15年（2003年）の伊勢山皇大神宮（神奈川県）に続く2例目の破産という。
平成27年（2015年）本殿は国の重要文化財(下記参照)のため弘前市が収得し、政教分離の理由からにご祭神は黒石市にある黒石神社へ移された。

## 社殿
本殿は素木造方3間の入母屋造妻入で正面に軒唐破風付き通し1間の向拝（こうはい）を付け、身舎と向拝とを海老虹梁（えびこうりょう）で繋ぐ。屋根は杮葺。身舎は正面3間に桟唐戸（さんからど）を取り付けて他の3面は板壁とし、四周に刎（はね）高欄付き幅広の榑縁（くれえん。大床とも）を廻らす。また柱の頂部は粽（ちまき）や台輪（だいわ）を付さずに頭貫（かしらぬき）を通し、軒支輪（のきしりん）付きの三斗（みつど）で出桁（だしげた）を受ける等、和様を主とする造作となっている。身舎内部は内陣と外陣に区切られ、内陣には格天井を張って神座を一段高く構えた板畳上に安置し、その前方床は黒漆塗の板張とする。
寛永5年の創祀当時の建物で、華麗な装飾が特徴の全国東照宮の中では素木造である上に彫刻や金具を殆ど用いない簡素な造りとなっているが、細部に施された彫刻や身舎の構造に桃山時代の建築技術が生かされ、県内の神社建築中屈指のものとされ、昭和28年（1953年）には国の重要文化財に指定された。
拝殿は桁行5間梁間3間の入母屋造平入。

## 文化財

### 重要文化財（国指定）
- 本殿（附 棟札3枚） - 建物の解説は既述。附（つけたり）指定の棟札3枚は延享5年（1748年）、安永7年（1778年）、寛政4年（1792年）に行われた修補の際のもの。昭和28年11月14日指定。

## 交通
- JR弘前駅から車で10分